# Justus Perthes
Johan Georg Justus Perthes (11 de setembro de 1749, Rudolstadt - 2 de maio de 1816) foi um editor alemão, fundador da empresa editora que leva seu nome (Justus Perthes Geographische Anstalt Gotha), famosa por editar o Almanaque de Gotha.